# Okraj Vangdue Phodrang
Okraj Vangdue Phodrang   (Dzongkha: དབང་འདུས་ཕོ་བྲང་རྫོང་ཁག་ ; Wylie: Dbang-'dus Pho-brang rdzong-khag v Butanu, je administrativna upravna enota (dzongkhag) v centralni pokrajini (dzongdey) z istoimenskim dzongom je iskal najboljšo lokacijo za obrambo pred vdori iz juga.  Beseda wangdue pomeni 'združitev dežele' in phodrang pomeni 'palačo' v jeziku Dzongkha. Okraj Vangdue Phodrang meji na okraja Dagana in Cirang na jugu, na okraj Tongsa na vzhodu, na okraj Thimphu in Punaka na zahodu in Gasa in nekaj malega celo s Tibetom na severu.

## Grad/trdnjava Vangdi Fodrang (Dzong)
Zgodovinski dzong je zgradil šabdrung Ngavang Namgjal v letu 1638 in kraj ter dzong imenoval Vangdue Phodrang. Dzong je leta 2012 popolnoma pogorel. Kasneje je bil obnovljen, večina zgodovinskih relikvij je bila uskladiščena in je bila tako ohranjena pred uničenjem.

## Jeziki
Prevladujoči jezik v okraju Vangdue Phodrang je Dzongkha, ki je državni jezik, ki ga govorijo v večjem delu zahodnega dela okraja. Skupnosti na meji z okrajem Bumtang na severovzhodu govorijo jezik lakha. Na vzhodni meji v centralnem delu Vangdue Phodrang prebivalstvo govori jezik njenka. Na jugovzhodu pa so ostanki avtohtone skupnosti, ki govori 'Olekha (Monpa) jezik, ki je na meji preživetja.

## Upravno-administrativna delitev
Okraj Vangdue Phodrang sestavlja 15 vasi (vaških skupnosti) (ali gewog): ):
- Altang
- Bdžena
- Daga
- Dangču
- Fangjuel
- Fobdži
- Gangte
- Gasetšo Gom
- Gasetšo Om
- Kaži
- Nahi
- Njišo
- Ruepisa
- Sefu
- Tedčo